# Sven Loll
Sven Loll, född den 4 april 1964 i Berlin, Tyskland, är en östtysk judoutövare.
Han tog OS-silver i herrarnas lättvikt i samband med de olympiska judotävlingarna 1988 i Seoul.